# 帆船酒店 (胡志明市)

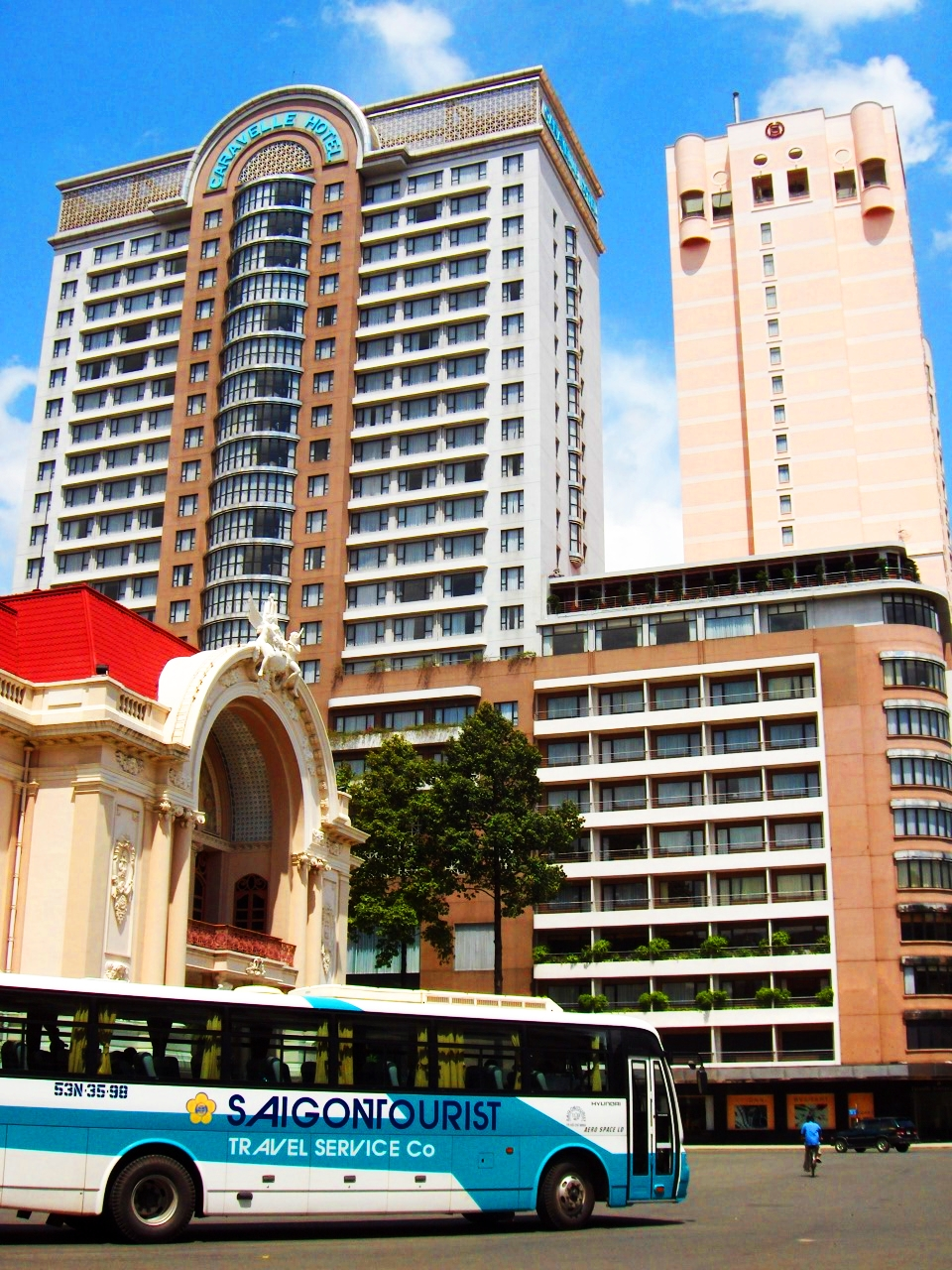
帆船酒店

帆船酒店（Caravelle Hotel）位于越南胡志明市。于1959年圣诞前夕向公众开放，当时该市还称为西贡。当时记者们注意到它使用意大利大理石、防弹玻璃和“全国最先进的空调系统和一个贝利埃私人发电机。”
帆船酒店的现代设计是越南建筑师，毕业于河内高等美术学院的阮万和先生的作品)。现在，原来的10层大楼增建了一个24层的塔楼。但是，标志性的西贡酒吧自1959年以来几乎没有改变。
帆船酒店由国营西贡旅游公司所拥有。 
在20世纪60年代，帆船酒店是澳大利亚使馆、新西兰使馆，以及全国广播公司、美国广播公司和哥伦比亚广播公司的西贡分社，在越南战争期间是一个重要地点。例如帆船宣言（Caravelle Manifesto）。它也成为越南的小说和非小说类文学的一部分，例如丹尼尔·斯蒂尔的“Message From Nam”，莫利·塞弗的回忆录“Flashbacks”。1964年8月25日上午11时30分左右，一枚炸弹在514室爆炸，这个楼层大多是外国记者。九个房间被损坏。一些人受伤，但没有人死亡。
1975年西贡沦陷后，政府接管帆船酒店，并改名为独立酒店。直到1998年，恢复帆船酒店原名。